# Saurauia napaulensis
Saurauia napaulensis là một loài thực vật có hoa trong họ Dương đào. Loài này được DC. miêu tả khoa học đầu tiên năm 1822.

## Hình ảnh

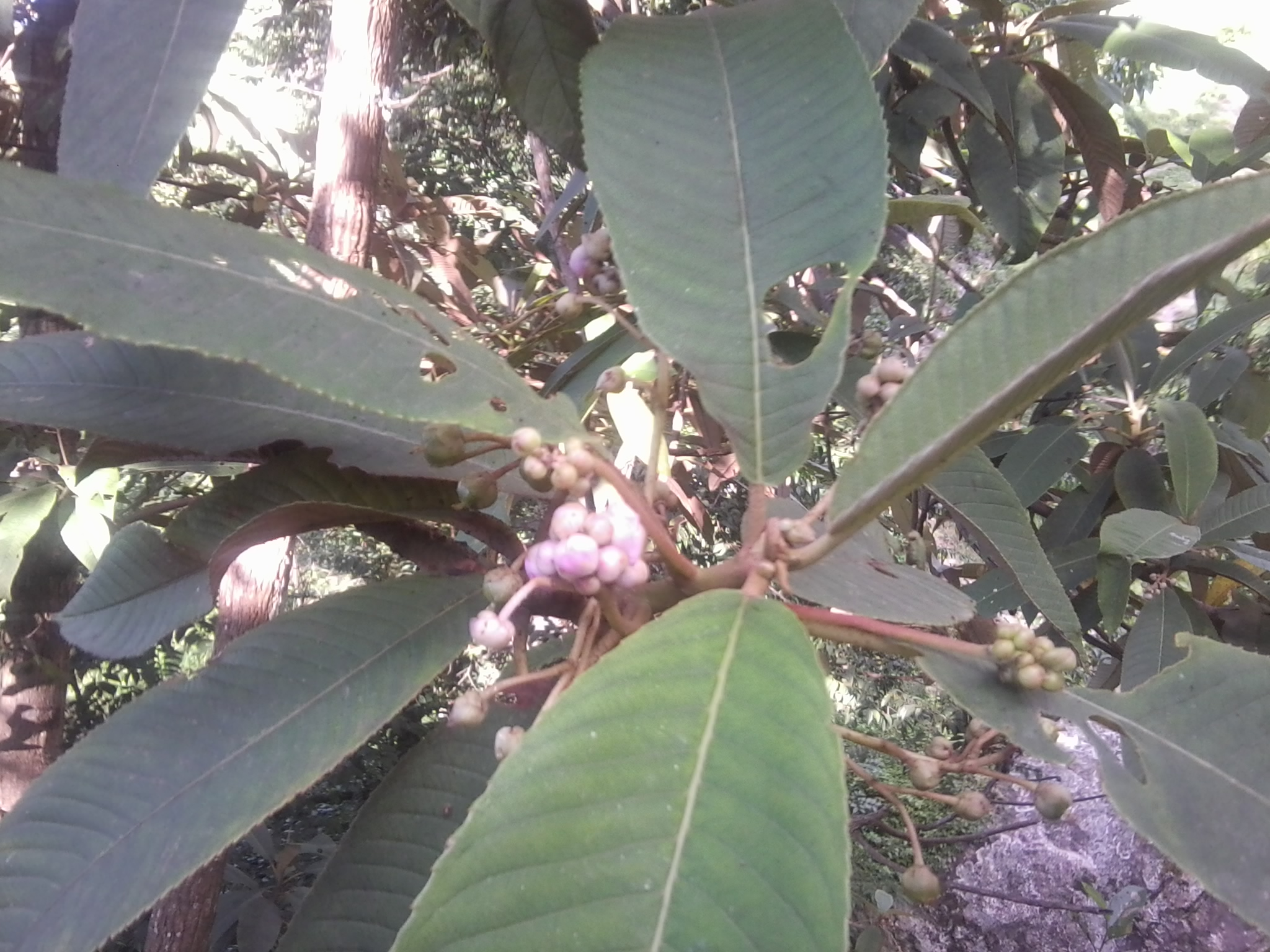
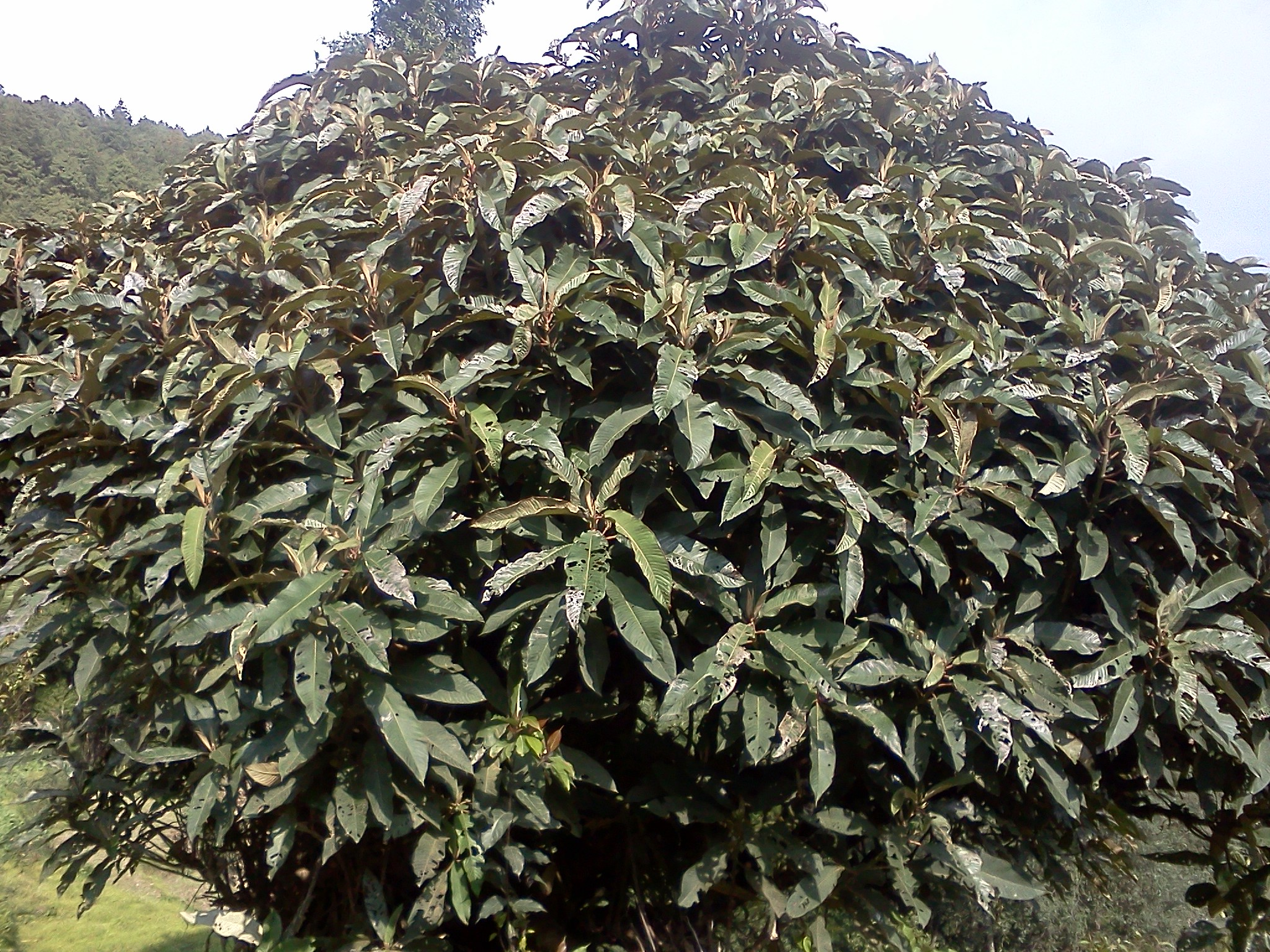
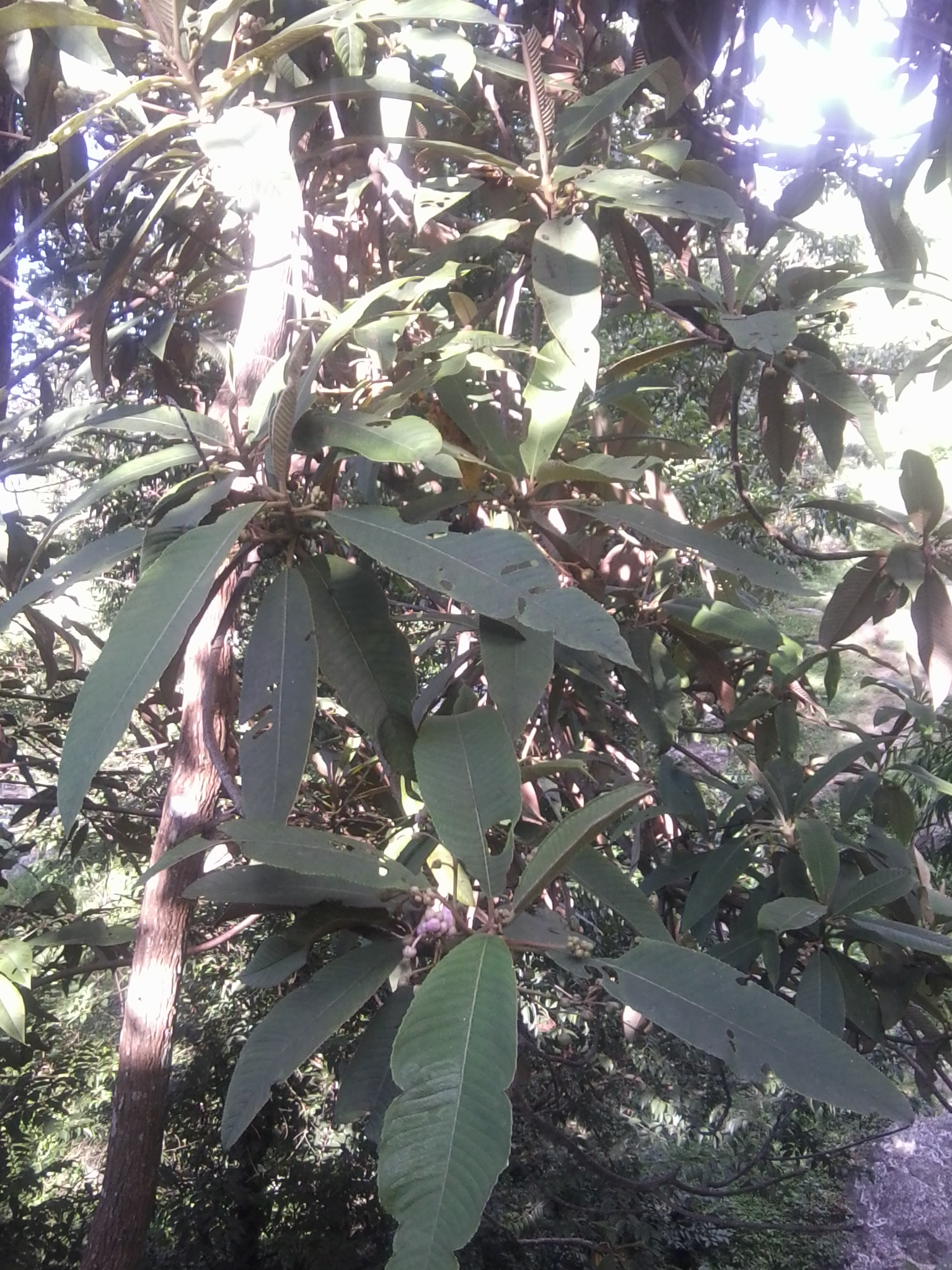
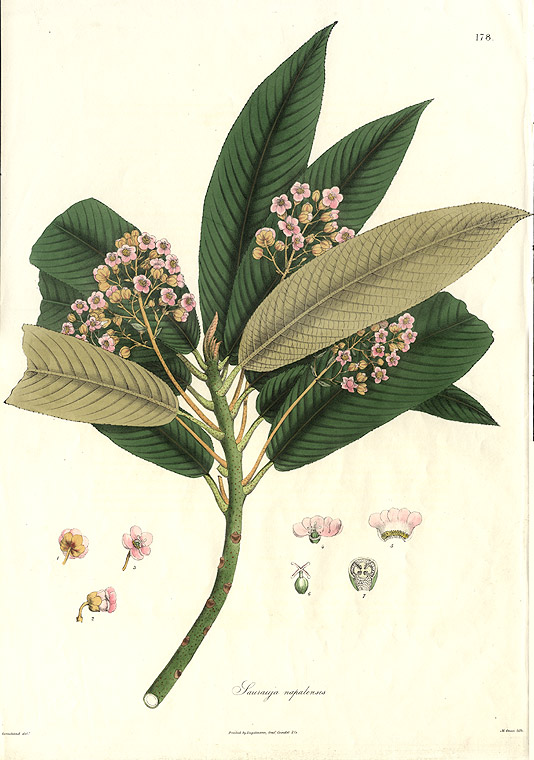